# Bisbat de Kontum
El bisbat de Kontum (vietnamita: Giáo phận Kontum; llatí: Dioecesis Kontumensis) és una seu de l'Església catòlica al Vietnam, sufragània de l'arquebisbat de Huê. Al 2019 tenia 337.200 batejats d'un total de 1.900.000 habitants. Actualment està regida pel bisbe Luy Gonzaga Nguyễn Hùng Vị.

## Territori
La diòcesi comprèn les províncies vietnamites de Gia Lai i de Kon Tum, a la part central del Vietnam.
La seu episcopal és la ciutat de Kontum, on es troba la catedral del Immaculada Concepció
El territori s'estén sobre 25.225 km² i està dividit en 118 parròquies.

## Història
El vicariat apostòlic de Kontum va ser erigit el 18 de gener de 1932 mitjançant el breu apostòlic Decessores Nostros del papa Pius XI, prenent el territori del vicariat apostòlic de Quinhon (avui diòcesi de Quy Nhơn).
El 4 d'abril de 1957 cedí la província d'Attapeu a la prefectura apostòlica de Thakheh (avui vicariat apostòlic de Savannakhet), a Laos.
El 24 de novembre de 1960 el vicariat apostòlic va ser elevat a diòcesi en virtut de la butlla Venerabilium Nostrorum del papa Joan XXIII, i contextualment cedí una porció del seu territori a benefici de l'erecció de la diòcesi de Ðà Lat.
El 22 de juny de 1967 cedí una nova porció del seu territori per tal que s'erigís la diòcesi de Ban Mê Thuột.

## Cronologia episcopal
- Martial-Pierre-Marie Jannin, M.E.P. † (10 de gener de 1933 - 16 de juliol de 1940 mort)
- Jean-Liévin-Joseph Sion, M.E.P. † (23 de desembre de 1941 - 19 d'agost de 1951 mort)
- Paul-Léon Seitz, M.E.P. † (19 de juny de 1952 - 2 d'octubre de 1975 renuncià)
- Alexis Pham Van Lôc † (2 d'octubre de 1975 - 8 d'abril de 1995 jubilat)
- Pierre Trân Thanh Chung (8 d'abril de 1995 - 16 de juliol de 2003 jubilat)
- Michel Hoang Ðúc Oanh (16 de juliol de 2003 - 7 d'octubre de 2015 jubilat)
- Luy Gonzaga Nguyễn Hùng Vị, des del 7 d'octubre de 2015

## Estadístiques
A finals del 2019, la diòcesi tenia 337.200 batejats sobre una població de 1.900.000 persones, equivalent al 17,7% del total.
| any  | població | població  | població | sacerdots | sacerdots       | sacerdots       | sacerdots             | diàques | religiosos | religiosos | parroquies |
| ---- | -------- | --------- | -------- | --------- | --------------- | --------------- | --------------------- | ------- | ---------- | ---------- | ---------- |
| any  | batejats | total     | %        | total     | clergat secular | clergat regular | batejats por sacerdot | diàques | homes      | dones      |            |
| 1950 | 25.802   | 700.000   | 3,7      | 40        | 40              |                 | 645                   |         |            |            | 24         |
| 1969 | 80.627   | 850.000   | 9,5      | 77        | 76              | 1               | 1.047                 |         | 6          | 105        | 35         |
| 1979 | 68.745   | 473.800   | 14,5     | 36        | 32              | 4               | 1.909                 |         |            | 173        | 45         |
| 1999 | 120.000  | 1.200.000 | 10,0     | 34        | 30              | 4               | 3.529                 |         | 4          | 133        | 52         |
| 2000 | 180.000  | 1.200.000 | 15,0     | 31        | 27              | 4               | 5.806                 |         | 4          | 136        | 57         |
| 2001 | 181.063  | 1.300.000 | 13,9     | 31        | 27              | 4               | 5.840                 |         | 5          | 163        | 57         |
| 2002 | 193.206  | 1.350.000 | 14,3     | 33        | 29              | 4               | 5.854                 |         | 5          | 171        | 55         |
| 2003 | 197.723  | 1.400.000 | 14,1     | 43        | 38              | 5               | 4.598                 | 1       | 8          | 197        | 77         |
| 2004 | 203.723  | 1.418.885 | 14,4     | 40        | 33              | 7               | 5.093                 |         | 13         | 191        | 77         |
| 2006 | 216.384  | 1.438.395 | 15,0     | 47        | 39              | 8               | 4.603                 | 1       | 31         | 200        | 77         |
| 2013 | 291.063  | 1.775.200 | 16,4     | 103       | 62              | 41              | 2.825                 |         | 100        | 465        | 94         |
| 2016 | 318.899  | 1.833.200 | 17,4     | 141       | 79              | 62              | 2.261                 |         | 90         | 521        | 116        |
| 2019 | 337.200  | 1.900.000 | 17,7     | 176       | 90              | 86              | 1.915                 |         | 114        | 560        | 118        |